# هاروتیون میناسیان (جراح)

هاروتیون هوهانسی میناسیان (ارمنی: Հարություն Հովհաննեսի Մինասյան؛  زادهٔ ۲۷ فوریهٔ ۱۹۲۰ - درگذشته ۲۵ فوریهٔ ۱۹۸۸) جراح اهل ارمنستان بود.

## زندگی‌نامه
وی در ۲۷ فوریهٔ ۱۹۲۰ در گیومری به دنیا آمد و از دانشگاه پزشکی دولتی ایروان فارغ‌التحصیل گشت. همچنین برندهٔ جوایزی همچون نشان پرچم سرخ کار و پزشک شایسته شوروی شده‌است. وی در ۲۵ فوریهٔ ۱۹۸۸ در سن ۶۷ سالگی در ایروان درگذشت.